# غاكوران

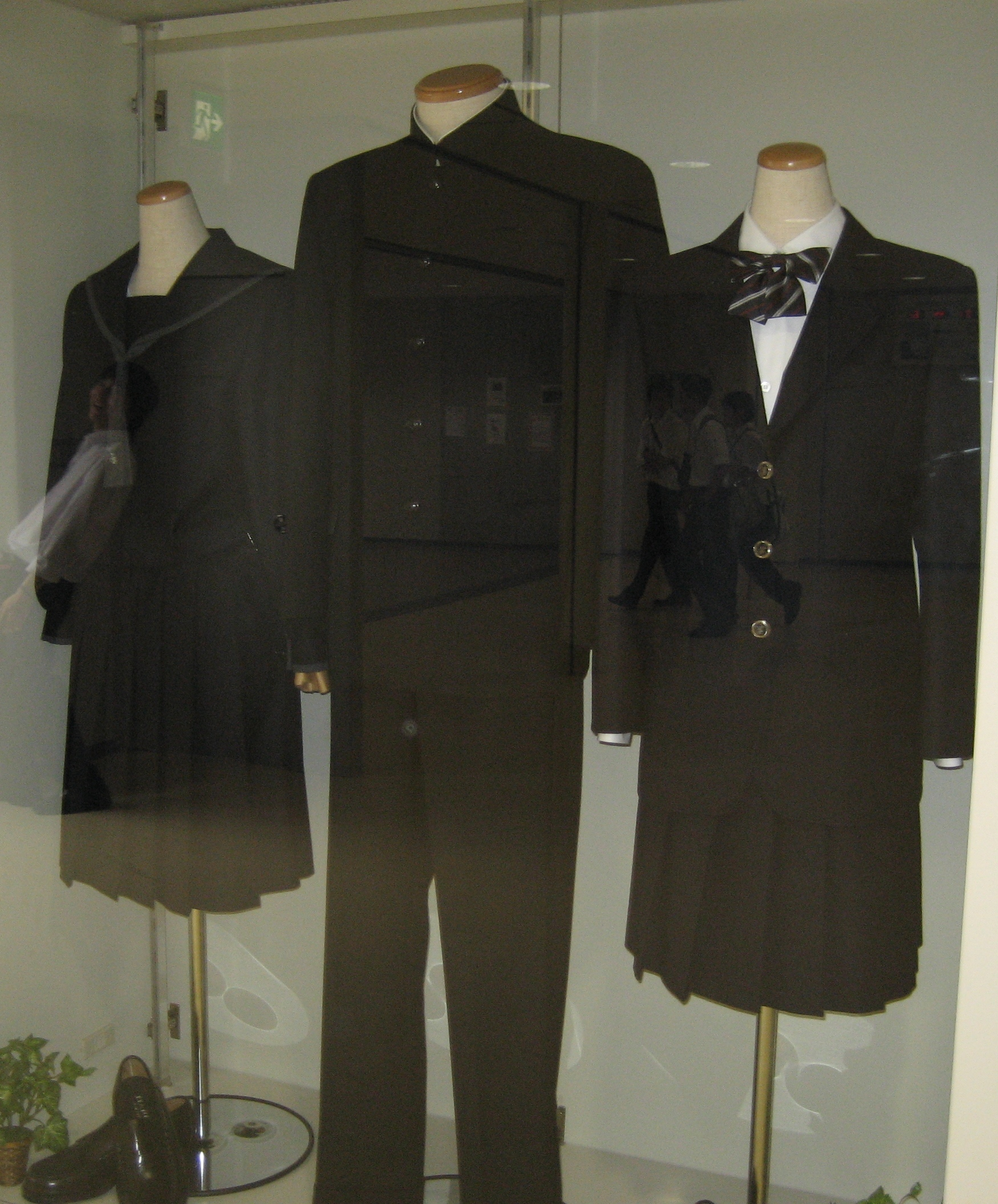
الزي الموحد لمدرسة اٍيشيكاوا غاكوان

زي الغاكوران (باليابانية: 学ラン) هو الزي المدرسي لطلاب المرحلة المتوسطة والعليا في المدارس اليابانية. عادة ما يرتدى هذا الزي في المدارس المخصصة للذكور فقط ويكون لونه أسود غالبا وأحيانا أزرق غامق. أخذ هذا الزي عن زي الجيش البروسي.
الجزء العلوي من الزي له ياقة وأزرار من أعلى إلى أسفل السترة. يزين هذه الأزرار عادة بشعار المدرسة. أما السروال فتكون ذات تصميم مستقيم -اتساع واحد على طول السروال- ويرتدى معها حزام أسود أو ذو لون غامق. يرتدي الطلاب عادة مع هذا الزي حذاء قصيرا (بني لوفر) أو حذاء رياضيا. تطلب بعض المدارس من طلابها أن يضعوا دبوسا يمثل المدرسة أو مستواهم الدراسي أو كلا الأمرين. في رسومات المانجا والأنمي يكون زي الغاكوران الذي يرتديه البطل أو الشخصية القوية في العرض مختلفا خصوصا في طول السترة أو لون الزي.
عادة ما يعطي الصبي الزر الثاني في سترة الزي إلى الفتاة التي تحبه وهو الأمر الذي يعبر عن اعترافه بحبها. يمكن أن يعطى أيضا أزرارا أخرى إذا ما قامت أكثر من فتاة بالسؤال.